# Portunus spinimanus
Portunus spinimanus är en kräftdjursart som beskrevs av Pierre André Latreille 1819. Portunus spinimanus ingår i släktet Portunus och familjen simkrabbor. Inga underarter finns listade i Catalogue of Life.